# جوش أتكينسون
جوش أتكينسون (بالإنجليزية: Josh Atkinson)‏ (28 مارس 1902 ببلاكبول في المملكة المتحدة - 1983) هو لاعب كرة قدم بريطاني (وحمل سابقاً جنسية المملكة المتحدة لبريطانيا العظمى وأيرلندا) في مركز نصف الجناح. لعب مع ليدز يونايتد ونادي بارنسلي ونادي بلاكبول ونادي تشستر سيتي وفليتوود تاون.